# Dịch, Bảo Định
Dịch (chữ Hán giản thể: 易县, âm Hán Việt: Dịch huyện) là một huyện thuộc địa cấp thị Bảo Định, tỉnh Hà Bắc, Cộng hòa Nhân dân Trung Hoa. Huyện này có diện tích 2538 ki-lô-mét vuông, dân số năm 1999 là 545.004 người. Mã số bưu chính là 074200.. Chính quyền huyện đóng ở trấn Dịch Châu. Về mặt hành chính, huyện Dịch được chia thành 8 trấn, 18 hương và 1 hương dân tộc. 
- Trấn: Dịch Châu, Lương Cách, Tây Lăng, Lương Cương, Quản Đầu, Đường Hồ, Bùi Sơn, Tử Kinh Quan.
- Hương: Úy Đô, Độc Lạc, Cao Mạch, Kiều Đầu, Cao Thôn, Tây Sơn Bắc, Thất Dục, Kiều Gia Hà, Cam Hà Tịnh, Lưu Tỉnh, An Cách Trang, Ngưu Cương, Pha Thương, Đại Long Hoa, Phú Cương, Thái Gia Dục, Bạch Mã, Nam Thành Ti.
- Hương dân tộc Mãn và Hồi Lăng Vân Sách.